# 세음
세음( Seeum,  본명: 황윤지(黃允智 , 2000년 2월 7일~  ) 대한민국의 싱어송라이터 이자 작사가, 작곡가이다. 

## 학력
- 경희대학교대학교 대학원  포스트모던음악학과 석사과정 재학
- 한서대학교 실용음악과 보컬전공 학사

### 학력 세부사항
- 전기 경희대학교 대학원 포스트모던음악학과 석사과정 최종합격
- 전기 상명대학교 대학원 뉴미디어음악학과 석사과정 최종합격
- 전기 홍익대학교 공연예술대학원 실용음악전공 석사과정 최종합격

## 음반

### 음반
- 자작곡 디지털 싱글 앨범 《밤하늘 별이..》 2024.10.31
- 자작곡 디지털 싱글 앨범 《    빗소리     》 2024.12.24

### 수상
- 2022년 한서대학교 글로벌ESG 아카데미창업아이디어 경진대회 우수상